# 羽奇
羽奇（1924年—），原名李玉琦，男，直隶（今河北）任丘人，中国文艺工作者，上海科学教育电影制片厂科教片导演、原厂长。